# En fri röst: min självbiografi
En fri röst: min självbiografi (originaltitel: Mijn Vrijheid) är en självbiografi av författaren Ayaan Hirsi Ali som publicerades 2006 på svenska.
Hirsi Ali, född 1969 i Mogadishu, skriver om sin uppväxt i Somalia, Saudiarabien, Etiopien och Kenya och om sin flykt undan ett tvångsäktenskap till Nederländerna där hon ansökte om politisk asyl. Hon berättar även om sin erfarenhet av universitetet i Leiden, sitt arbete för Arbetarpartiet, övergången till Folkpartiet för frihet och demokrati, sitt val till parlamentet samt om mordet på Theo van Gogh med vilken hon gjorde filmen Underkastelse del 1. Boken avslutas med en diskussion om kontroversen angående hennes asylansökan och medborgarskap.
Boken publicerades ursprungligen på nederländska (Mijn Vrijheid) 2006 och engelska (Infidel: My Life) 2007. Hirsi Ali publicerade även en uppföljare till denna självbiografi: Nomad: en personlig resa genom civilisationerna.